# Chiesa di San Gavino (Pattada)
La chiesa di San Gavino, Santu Ainzu, è un edificio religioso   situato a Pattada, centro abitato della Sardegna centrale.
È consacrata al culto cattolico e fa parte della parrocchia di Santa Sabina, diocesi di Ozieri.

## Bibliografia

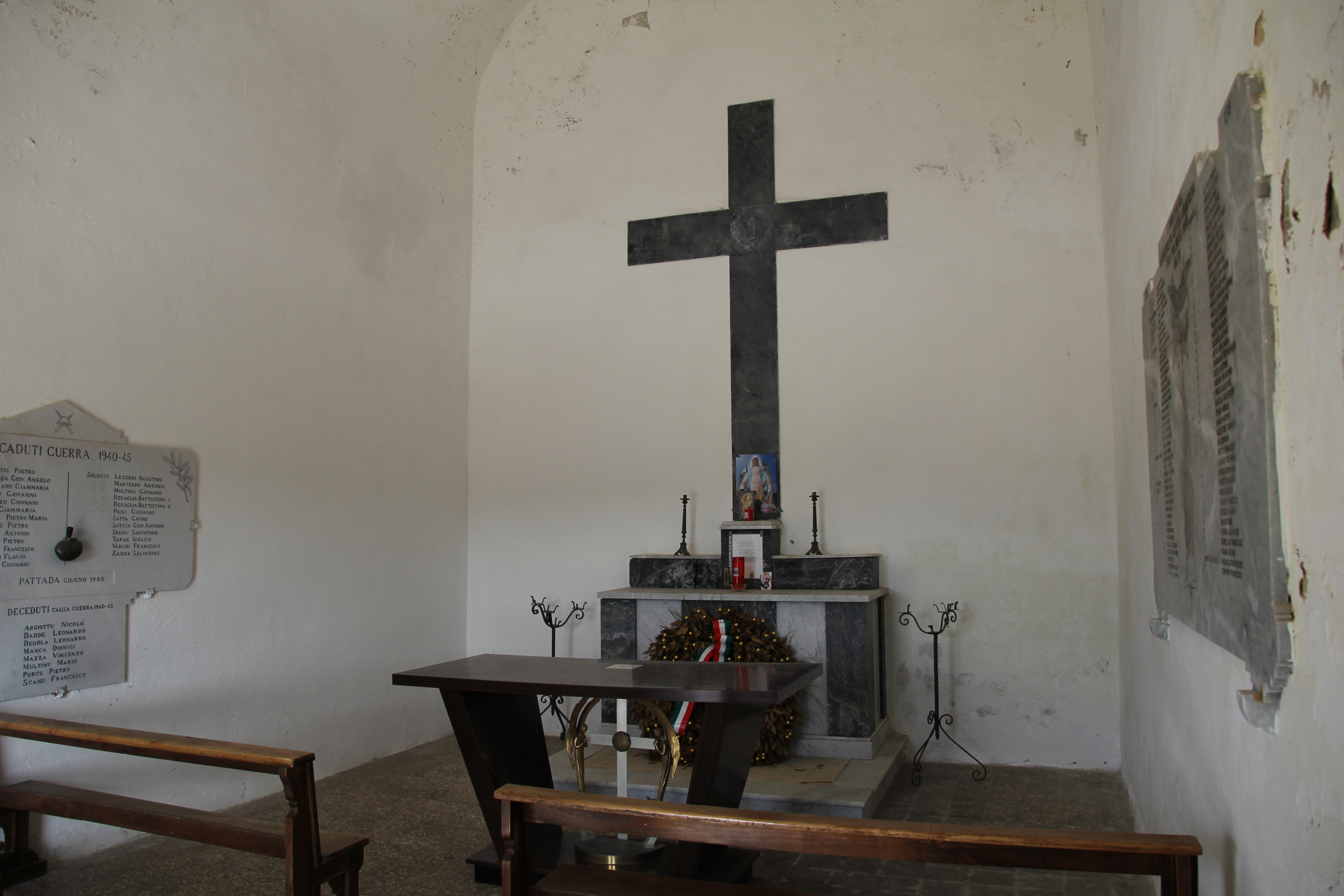
Interno